# Neosparassus calligaster
Neosparassus calligaster là một loài nhện trong họ Sparassidae.
Loài này thuộc chi Neosparassus. Neosparassus calligaster được Tord Tamerlan Teodor Thorell miêu tả năm 1870.